# Thomisus leucaspis
Thomisus leucaspis är en spindelart som beskrevs av Simon 1906. Thomisus leucaspis ingår i släktet Thomisus och familjen krabbspindlar. Inga underarter finns listade i Catalogue of Life.